# تپه کمال‌آباد
تپه کمال‌آباد مربوط به هزاره سوم و ۴ قبل از میلاد است و در کرج، کمال شهر، جاده قزلحصار، داخل محوطه مرکز فرستنده رادیویی بعثت کمال‌آباد واقع شده و این اثر در تاریخ ۲۵ آبان ۱۳۸۷ با شمارهٔ ثبت ۲۳۸۷۲ به‌عنوان یکی از آثار ملی ایران به ثبت رسیده است.